# S Stock
S Stock — тип электровагонов метрополитена семейства Bombardier Movia, эксплуатирующийся на линиях мелкого заложения Лондонского метрополитена. Выпускался с 2008 по 2017 год фирмой Bombardier.

## Описание
По конструкции во многом аналогичен серии 2009 года, но отличается габаритными размерами. В настоящее время уже работает на линиях Circle, Metropolitan, Disrict, Hammersmith-and-City. На линиях Metropolitan, Hammersmith-and-City и Circle полностью заменил ранее эксплуатировавшийся состав из вагонов серии A. До 2016 года планируется также заменить устаревший подвижной состав линии Disrict. Существуют две модификации — S7 и S8, отличающиеся расположением сидений и количеством вагонов. Предусмотрена возможность полного автоведения, в настоящий момент управление осуществляется вручную.

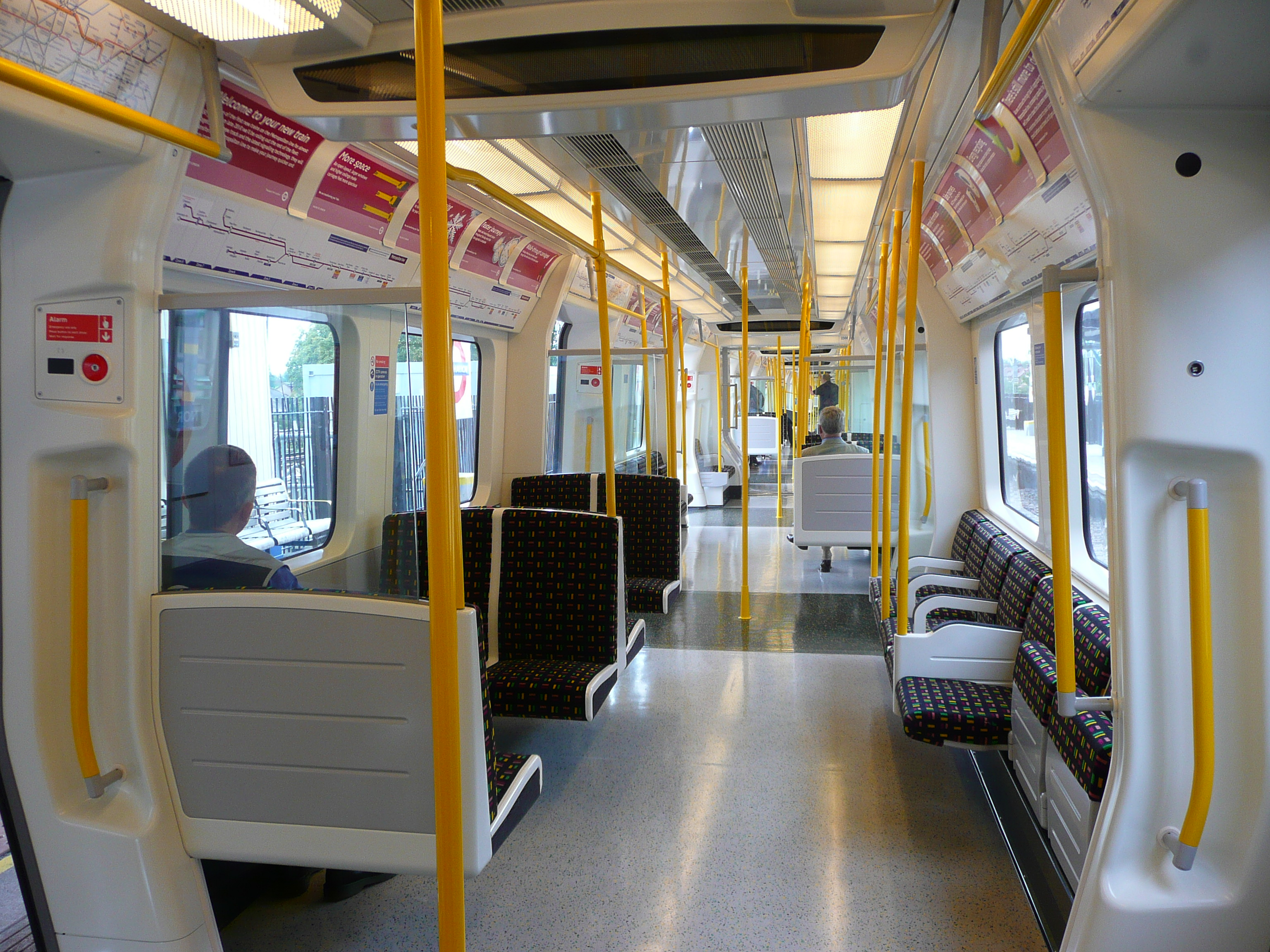
LUL-S-Stock-interior-Original-Met-Line-Variant

Обозначение буквой S означает «подповерхностный» (англ. sub-surface), пошло по традиции Лондонского метрополитена называть вагоны по их маршруту — «А» на линии Метрополитен до станции Аmersham, «С» на линии Сircle и.т.д.

## Линии
Составы обслуживают следующие линии метро:
- Метрополитэн[2]
- Кольцевая
- Хаммерсмит-и-Сити
- Дистрикт

## Особенности
Состав оборудован кондиционерами. Также присутствуют рекуперативные тормоза, возвращающие около 20 % энергии в контактную сеть.
А передние информационные табло теперь показывают две строки текста: верхняя для направления (конечной станции), нижняя для названия линии и типа маршрута поезда — Следует со всеми остановками, Быстрый, Полу-быстрый (All Stations, Fast, Semi-Fast).
Для предотвращения случайной активации экстренной сигнализации — над кнопками установили специальные крышечки.
В этом поезде впервые в Лондонском метрополитене была внедрена система кондиционирования. Кондиционеры производит фирма Mitsubishi. Сама система сделана таким образом, что если один кондиционер откажет в работе, то есть запасной.

Вагоны состава имеют сквозной проход, который позволяет переходить из переполненных вагонов в другие, более свободные. Соединения-гармошки также повышают вместимость.

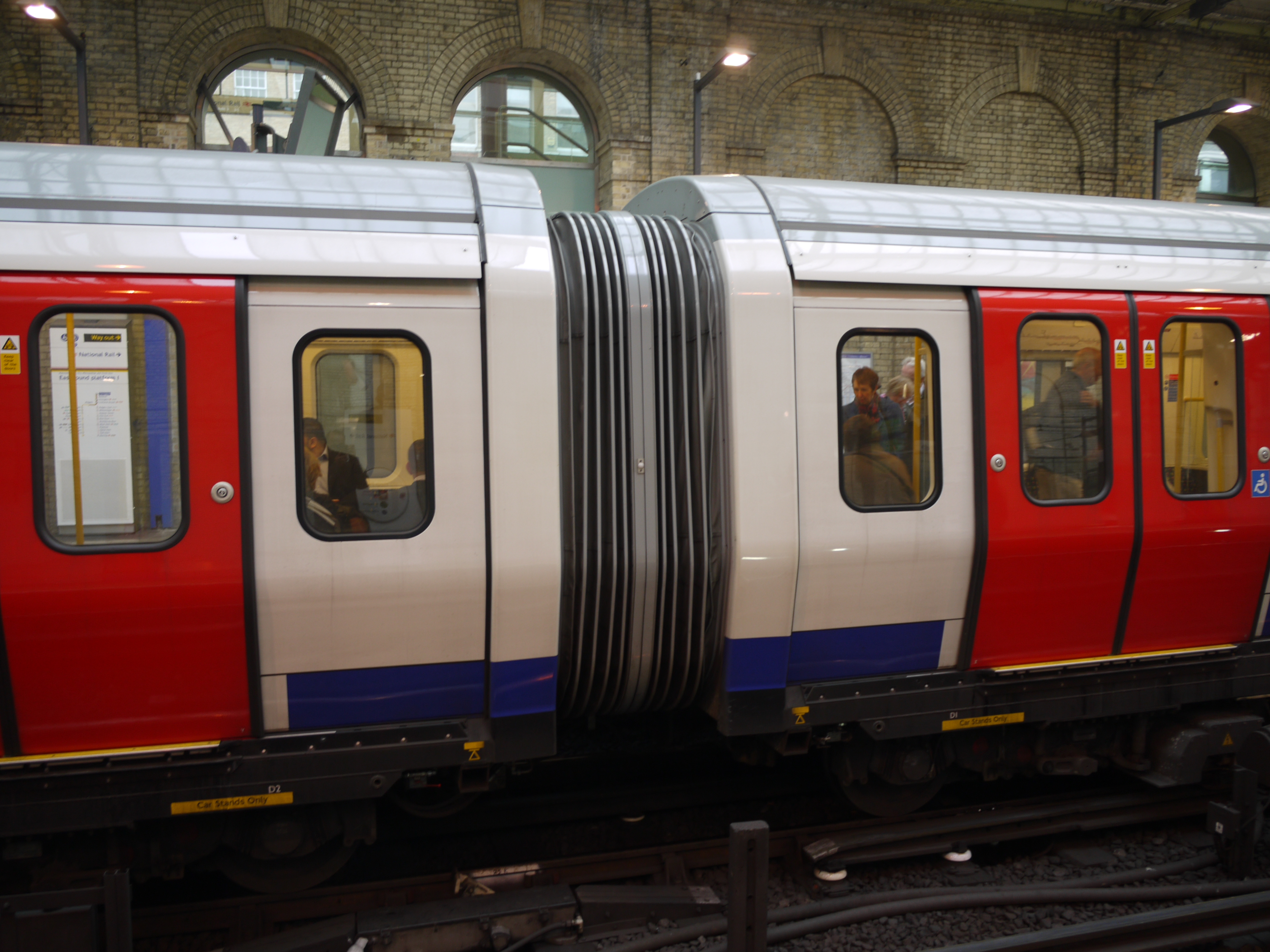
«Гармошка» между вагонами

В головных вагонах предусмотрен аварийный трап в кабине машиниста.
В вагонах используются консольно-висящие сиденья для более простой уборки и хранения вещей в дороге (пассажир может элементарно поставить сумку под своё сиденье).
Все составы этой серии могут работать на линиях глубокого заложения. Двери оборудованы системой адресного открывания, которая включается на станциях, которые короче чем сам поезд и на конечных станциях линии.
Состав S8 может работать в семивагонном исполнении (S8-1), состав S7 — в восьмивагонном (S7+1).